# Spiritualiteit
Spiritualiteit heeft in de breedste zin te maken met zaken die de geest (Latijn spiritus) betreffen. Het woord wordt op vele manieren gebruikt en kan te maken hebben met religie of bovennatuurlijke krachten, maar de nadruk ligt op de persoonlijke innerlijke ervaring.

## Het spirituele en het religieuze
De betekenissen van "religie" en "spiritualiteit" liggen vaak erg dicht bij elkaar. In een strikte betekenis wordt er het bewustzijn mee aangeduid, de menselijke ziel of het menselijke innerlijk zijn, dat zijn oorsprong in een goddelijke of andere transcendentie heeft, of in relatie staat tot een hogere werkelijkheid. De spiritualiteit is een bijzondere, maar niet noodzakelijk confessioneel begrepen religieuze levenshouding van een mens, die zich op het transcendente of immanente goddelijke Zijn concentreert, respectievelijk op het principe van de transcendente waarheid of hoogste werkelijkheid.

### Confessionele spiritualiteit
Aanhangers van orthodoxe religies beschouwen spiritualiteit als een deel van hun religieuze ervaring. Zij zijn meer geneigd spiritualiteit te contrasteren met de seculiere "wereldsheid", dan met de rituele expressies van hun religie. Spiritualiteit is dan veeleer een bezinning op een element uit de religie waartoe zij behoren. Zo kan sprake zijn van bijvoorbeeld een charismatische, een eucharistische of een franciscaanse spiritualiteit.

### Spiritueel maar niet religieus
In de Nieuwe Spiritualiteit of  "New age beweging" wordt spiritualiteit doorgaans afgezet tegen de georganiseerde religie en ligt de betekenis van de spiritualiteit in de actieve en vitale verbinding met de kracht of het wezen van het diepere zelf en de Bron van Leven en Bewustzijn.

## Ontwikkeling van het begrip spiritualiteit

### Klassieke en middeleeuwse betekenis
Het begrip spiritualiteit gaat terug op het Latijnse spiritualitas en het Bijbelse roeach/pneuma. Het heeft de betekenis van in beweging gezet worden, van levend persoon zijn, en van gedrevenheid. Bijbels gezien heeft het de betekenis van gedreven worden door God. Spiritualiteit staat voor een leven geleid door de Geest, in tegenstelling tot een leven dat zich verzet tegen deze invloed van de Geest.
In de 11e eeuw verandert de betekenis. Spiritualiteit staat dan voor de geestelijke kant van het leven, tegenover de stoffelijke en zintuiglijke kant. Spiritualiteit vertegenwoordigt “de hemelse lichtsfeer tegenover de duistere wereld van de materie”.
In de 13e eeuw kreeg ‘spiritualiteit’ een maatschappelijke en een psychologische betekenis. Maatschappelijk duidde het het terrein van de geestelijkheid aan: “…de kerkelijke tegenover de tijdelijke goederen, het kerkelijk tegenover het wereldlijk gezag, de geestelijke stand tegenover de lekenstand, de geestelijke goederen tegenover de materiële bezittingen.” Psychologisch duidde het het terrein van het innerlijk aan: “…zuiverheid van motieven, affecties, wilsintenties, innerlijke disposities, de psychologie van het geestelijk leven, de analyse van de gevoelens.”

### Vroegmoderne betekenis
In de 17e en 18e eeuw werd er onderscheid gemaakt tussen hogere en lagere vormen van spiritualiteit. 
“Een spiritueel mens is iemand die ‘overvloediger en dieper dan de anderen’ christen is”
 Het woord werd ook geassocieerd met mystiek en quiëtisme, en krijgt een negatieve betekenis.

### Moderne spiritualiteit
Na WOII werden spiritualiteit en religie begripsmatig van elkaar losgekoppeld. Er ontstond een nieuw discours waarin (humanistische) psychologie en mystieke tradities worden vermengd: het ‘ware zelf’ kan bereikt worden door zelfonthulling, vrije expressie en meditatie. Spiritualiteit is steeds meer gaan betekenen dat iemands beleving meer persoonlijk, minder dogmatisch en meer pluralistisch is, met meer openheid voor nieuwe ideeën en invloeden, dan het geloof van de gevestigde religies.

## Benaderingen van spiritualiteit

### Postmodernisme en spiritualiteit
Onder invloed van het postmodernisme heeft de idee postgevat, dat absolute waarheden niet bestaan. Absolute waarheden worden verantwoordelijk geacht voor intolerantie. De aanspraak van verschillende godsdiensten op de absolute waarheid staat daardoor onder druk. Volgens de uit het postmodernistische denken voortvloeiende pluralistische religietheologie kan geen enkele religie meer aanspraak maken op de absolute waarheid. Het betekent dat elke religie "iets waars" verkondigt, geen enkele echter de absolute waarheid.

### Pluralistische religietheologie
Onder invloed van de pluralistische religietheologie ontwikkelde zich vanaf de jaren 70 in de 20e eeuw het idee van spiritualiteit als persoonlijke levenshouding, meestal buiten de georganiseerde religies. Zij die liever van "spiritualiteit" spreken dan van "religie" zijn geneigd aan te nemen dat er vele "spirituele wegen" zijn en dat er geen objectieve waarheid bestaat over welke weg men het beste zou kunnen volgen. Op grond daarvan worden keuzes voor het volgen van zo'n spirituele weg doorgaans bepaald door subjectieve verlangens en de verwachte meerwaarde voor de persoonlijke belevingswereld. Op deze wijze kan er ook sprake zijn van humanistische (of uitgesproken atheïstische) spiritualiteit (of religiositeit). Binnen de kerken roept deze benadering discussie op.

## Verder lezen

### Overzichtswerken
- Waaijman, Kees (2000): “Spiritualiteit. Vormen, grondslagen, methoden”. Kampen: Kok / Gent: Carmelitana.

### Diverse stromingen
Atheïsme
- Leo Apostel, Atheïstische spiritualiteit (VUBPress, Brussel; 1998)
- Robert C. Solomon, Spiritualiteit voor sceptici (Ten Have, 2004) Vert. Ronald Kuil; oorspr. titel: Spirituality for the skeptic: the thoughtful love of life (Oxford University Press, 2002)

Boeddhisme
- Han F. de Wit, 'Boeddhisme als een spiritueel humanisme' in: F. Elders, Humanisme en boeddhisme; een paradoxale vergelijking (Asoka, Niewerkerk ad IJssel/VUBpress, Brussel 2000)

Hindoeisme
- PRABHUPADA, A.C. BHAKTIVEDANTA SWAMI, 'De Bhagavad gita zoals ze is', Amsterdam, Bhaktivedanta book trust. 1976

New Age/Moderne spiritualiteit
- Hanegraaff, Wouter J. (1996): "New Age Religion and Western Culture. Esotericism in the mirror of Secular Thought". Leiden/New York/Koln: E.J. Brill.

### Tijdschriften
- Tijdschrift voor Humanistiek, jg 4, nr 13 (maart 2003), Thema: Humanisme en spiritualiteit
- Rekenschap jg 40, nr 2 (juni 1990) Thema: Humanisme en spiritualiteit
- Herademing, tijdschrift voor christelijke spiritualiteit